# Jack Lewis (cavaliere)
John Joseph Lewis, detto Jack (Limerick, 1902 – Dublino, 13 marzo 1983), è stato un cavaliere irlandese.
Ha fatto parte dell'Irlanda, che ha partecipato, nel torneo di equitazione, ai Giochi di Londra 1948.
In seguito divenne il presidente della Show Jumping Association of Ireland ed il suo primo direttore generale.
Era il cognato dei pallanuotisti olimpici Michael e Joseph O'Connor.